# Byrdämman (Dals-Eds socken, Dalsland)
Byrdämman är en sjö i Dals-Eds kommun i Dalsland och ingår i Göta älvs huvudavrinningsområde. Sjöns area är 0,0052 kvadratkilometer.